# Max Fleischer (animateur)
Pour les articles homonymes, voir Max Fleischer et Fleischer.
Max Fleischer (Cracovie, aujourd'hui en Pologne, 19 juillet 1883 – Los Angeles, Californie, 11 septembre 1972), fut un important contributeur au secteur de l'animation. Il a créé les Fleischer Studios avec son frère Dave et est à l'origine de personnages comme Koko le Clown ou Betty Boop. Il est aussi l'inventeur du rotoscope, à l'origine de la rotoscopie moderne.

## Biographie
Max Fleischer est le second de six enfants. En 1887, alors qu'il a quatre ans, sa famille, ashkénaze, quitte Cracovie (alors en Autriche-Hongrie) pour émigrer aux États-Unis et emménage à New York. Pendant la Première Guerre mondiale, il produit de courts dessins animés pour l'instruction militaire.
Il est le père du réalisateur Richard Fleischer et le frère de Dave Fleischer. Son épouse est morte en 1988.

## Filmographie

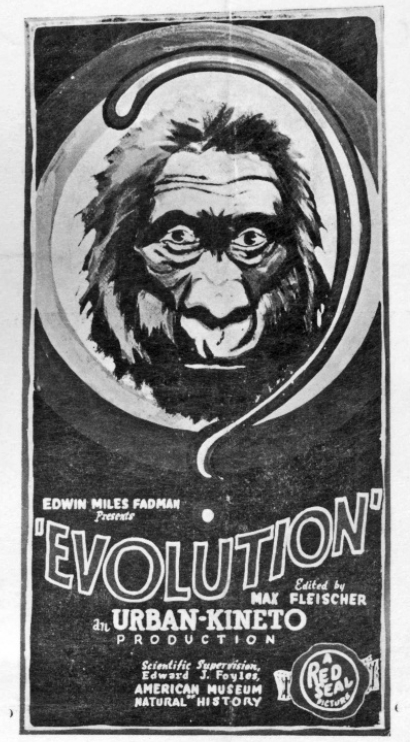
Affiche du film en (1925).

- 1923 : The Einstein Theory of Relativity (animateur) de Dave Fleischer
- 1925 : Evolution (de) de Max et Dave Fleischer.